# Liu Yongshen
Liu Yongshen (chinesisch 刘勇伸, Pinyin Liú Yǒngshēn; * 28. Mai 1996) ist ein ehemaliger chinesischer Eishockeyspieler, der zuletzt bis 2017 bei China Dragon in der Asia League Ice Hockey unter Vertrag stand.

## Karriere
Liu Yongshen begann seine Karriere als Eishockeyspieler bei der Amateurmannschaft aus Qiqihar, für die er von 2011 bis 2015 in der chinesischen Eishockeyliga spielte und mit der er 2013 chinesischer Meister wurde. In der Spielzeit 2016/17 spielte er für China Dragon in der Asia League Ice Hockey. Anschließend beendete er seine Vereinskarriere.

### International
Für China nahm Liu Yongshen im Juniorenbereich an den U18-Weltmeisterschaften der Division II 2012 und 2014 und der Division III 2013 sowie den U20-Junioren-Weltmeisterschaften der Division III 2013 und 2015, als er gemeinsam mit seinen Landsleuten Li Hang und Zhu Ziyang die beste Plus/Minus-Bilanz des Turniers aufwies, und der Division II 2014 und 2016.
Im Seniorenbereich gab der Stürmer bei der Weltmeisterschaft der Division II 2017 sein Debüt in der chinesischen Nationalmannschaft. Dort spielte er auch 2019. Zudem vertrat er seine Farben bei den Winter-Asienspielen 2017.

## Erfolge und Auszeichnungen
- 2013 Chinesischer Meister mit der Mannschaft aus Qiqihar
- 2013 Aufstieg in die Division II, Gruppe B, bei der U18-Weltmeisterschaft der Division III, Gruppe A
- 2013 Aufstieg in die Division II, Gruppe B, bei der U20-Weltmeisterschaft der Division III
- 2015 Aufstieg in die Division II, Gruppe B, bei der U20-Weltmeisterschaft der Division III
- 2015 Beste Plus/Minus-Bilanz bei der U20-Weltmeisterschaft der Division III
- 2017 Aufstieg in die Division II, Gruppe A, bei der Weltmeisterschaft der Division II, Gruppe B

## Asia-League-Statistik
(Stand: Ende der Saison 2016/17)